# MEOX1
MEOX1‏ (Mesenchyme homeobox 1) هوَ بروتين يُشَفر بواسطة جين MEOX1 في الإنسان.